# The Glitch Mob
The Glitch Mob è un gruppo musicale americano, formatosi nel 2006 a Los Angeles, e attualmente composto da Ed Ma (edIT), Justin Boreta (Boreta) e Josh Mayer (Ooah).

## Storia del gruppo
La nascita del gruppo risale al 2006, nella fertile scena elettronica di Los Angeles, quando il gruppo era composto da cinque elementi; Kraddy e Kitty-D abbandoneranno il progetto nel 2009 per divergenze stilistiche.
La fama dei Glitch Mob è dovuta soprattutto al loro modo di intendere la musica elettronica nei concerti dal vivo, scegliendo di suonare live con laptop e controller MIDI come l'Akai MPC60. Dopo aver guadagnato l'attenzione di Los Angeles e San Francisco grazie alle loro spettacolari esibizioni, danno vita ad un tour prima lungo la costa occidentale degli Stati Uniti e in seguito in tutto il mondo.
Il 25 Maggio 2010 pubblicano per Glass Air Records l'album di debutto Drink The Sea, che raggiunge il picco al 57º posto nella CMJ Top 200 di Radio College, portando la rivista Electronic Musician a inserire il trio sulla copertina.
Nell'agosto del 2011 il gruppo annuncia di essere in procinto di produrre un nuovo album presso il Joshua Tree National Park e nel 2014, a distanza di 4 anni dal primo, viene pubblicato Love Death Immortality, secondo lavoro in studio del gruppo, preceduto dal singolo Can't Kill Us. L'album si distacca stilisticamente da Drink The Sea, abbandonando le sue sonorità mistiche ed oniriche a favore di ritmi più orecchiabili e riconducibili all'EDM, e raggiunge al debutto la prima posizione della Billboard Dance/Electronic Songs Chart.
Nel corso del loro tour del 2014 hanno aggiunto alla loro strumentazione un nuovo elemento, appositamente sviluppato per le loro performance, denominato "The Blade". Costruito da esperti dell'industria cinematografica, consiste in dei controller personalizzati racchiusi in un'unità che comprende sia luci che strumenti. In un'intervista al Sound of Boston Josh Mayer ha precisato: "Rappresenta realmente chi siamo e cosa cerchiamo di comunicare, ed è semplicemente uno strumento che ci permette di suonare musica nel modo in cui vogliamo suonare la nostra musica".
Nel maggio 2018 esce il loro terzo album in studio See Without Eyes.
Degni di nota sono anche i loro remix di altri grandi artisti, tra i quali di The Prodigy, Daft Punk, White Stripes e Linkin Park.

## Discografia

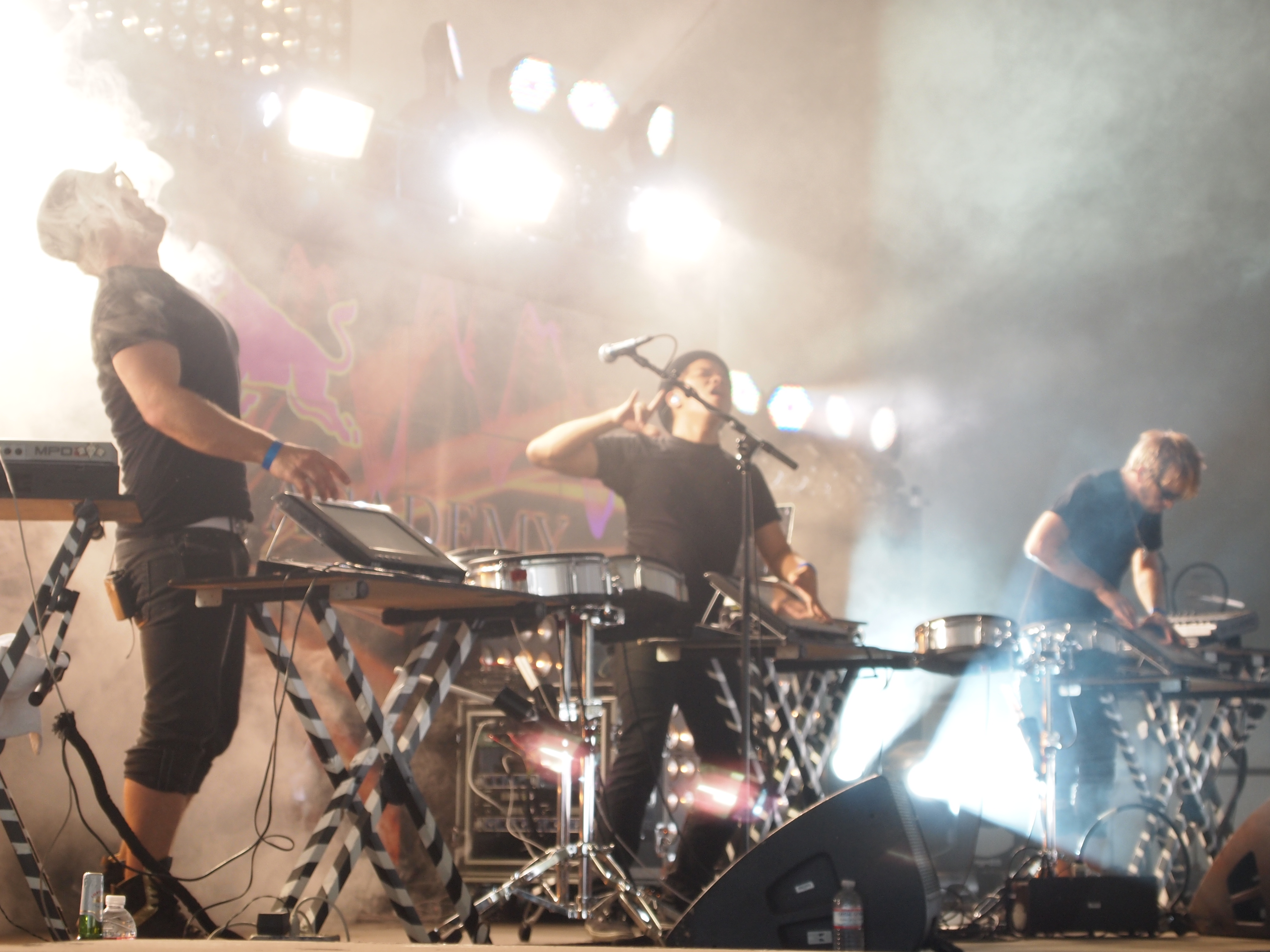
Boreta, ediT, Ooah - Electric Zoo Festival, 2010

### Album in studio
- 2010 - Drink the Sea[3]
- 2014 - Love Death Immortality
- 2018 - See Without Eyes

### Singoli
- 2010 - Drive It Like You Stole It[4]
- 2011 - We Can Make the World Stop

### Raccolte
- 2011 - Drink The Sea: The Remixes Vol. 1
- 2011 - Drink The Sea: The Remixes Vol. 2

### EP
- 2011 - We Can Make the World Stop[5]
- 2015 - Piece Of The Indestructible

### Remix ufficiali
- 2008 - Sound Tribe Sector 9 - Beyond Right Now
- 2008 - Coheed and Cambria - Feathers
- 2008 - Evil Nine - All the Cash
- 2009 - Nalepa - Monday
- 2009 - TV on the Radio - Red Dress
- 2010 - Krazy Baldhead - The 4th Movement
- 2010 - Linkin Park - Waiting for the End
- 2011 - The White Stripes - Seven Nation Army
- 2011 - Daft Punk - Derezzed
- 2012 - Bassnectar - Heads Up
- 2012 - The Prodigy - Breathe
- 2015 - Metallica - Lords of Summer

### Mixtapes
- 2008 - Crush Mode
- 2009 - Local Area Network
- 2010 - Drink the Sea Part 2: The Mixtape
- 2011 - More Voltage

## The Glitch Mob nei media
- La canzone Warrior Concerto viene usata per la presentazione del videogioco The Crew (per PS4) all'E3 2013.
- Diversi episodi del programma televisivo Top Gear usano le canzoni dei Glitch Mob durante i test di guida.
- Episode è usato nel teaser trailer di NBA 2K12.
- Durante la quinta stagione di America's Got Talent, un gruppo di danza blacklight conosciuta come Fighting Gravity esegue il loro atto di musica usando musiche dei The Glitch Mob. Sono state usate 'Drive Like You Stole It`, `Animus Vox` e `How to Be Eaten by a Woman`, così come il loro remix di Monday.
- Un remix del brano Red Dress di TV on the Radio è stato descritto sulla pubblicità televisiva per il 9 e una nuova stagione di Damages.
- Le canzoni Animus Vox e We Can Make The World Stop sono state usate negli spot per la telecamera GoPro HD.
- La canzone Fistful of Silence è usata nel primo trailer per il film del 2011 Captain America - Il primo Vendicatore.
- La canzone Animus Vox è stata usata nel film Revolver, prodotto da Poor Boyz Productions, e il remix del brano Monday di Nalepa è stato usato per la parte di un altro film Poor Boyz, Everyday Is A Saturday. Animus Vox è stato utilizzato anche in Light the Wick, un film di sci di Teton Gravity Research.
- Il remix del brano Monday di Nalepa è stato usato in Devil May Cry: DMC, gioco che ha debuttato all'E3 2011.
- Fistful of Silence è usata nel trailer della serie TV Vengeance.
- West Coast Rocks è stato campionato in assoli di batteria di Travis Barker dei Blink-182 durante i tour del 2009, 2010 e 2011.
- La canzone Animus Vox è stata utilizzata nel video ufficiale di presentazione della moto Ktm Freeride 350 2012.
- La canzone How To Be Eaten By A Woman è usata nel terzo trailer del film del 2012 The Amazing Spider-Man.
- Il remix del brano Monday di Nalepa è stato utilizzato nel trailer del marcatore da paintball Dye Matrix DM12.
- La canzone Boreta - Lobegrinder è stata utilizzata nello spot Audi per la coupé A1 sportback 5 porte 2012.
- La canzone We can Make the World Stop è stata utilizzata nello spot su DMAX di Milano City Tatoo e nello spot di DeeJay TV che presentava il programma "Fino alla fine del mondo".
- La canzone Animus Vox è stata utilizzata nello spot su DMAX di Dynamo.
- Il remix del brano Monday di Nalepa è stato utilizzato come Opening del Trailer di Devil May Cry 5.
- La canzone Fortune Days è stata utilizzata nel film del 2012 Step Up Revolution e nell'undicesimo episodio della quarta stagione di Person of Interest.
- La canzone Becoming Harmonious è presente nel trailer di Edge of Tomorrow.
- La canzone Can't Kill Us è presente nel trailer di Sin City 2.
- La canzone Between Two Points dell'album Drink The Sea è presente nel secondo trailer del gioco Hitman.
- Il remix di Seven Nation Army dei The White Stripes è presente nel trailer del gioco Battlefield 1 e nei trailer del film G.I. Joe - La vendetta.
- La canzone Fortune days è stata utilizzata nell'episodio L'opzione giusta della serie televisiva Person of Interest.
- La canzone Better Hide, Better Run è stata utilizzata nel videogioco Need for Speed: Most Wanted.
- La canzone We Can Make The World Stop fa da base alla coach gag introduttiva dell'episodio 18 della 31ma stagione dei Simpson.